# Ranko Marinković
Ranko Marinković (n. 22 februarie 1913, Komiža, Cantonul Split-Dalmația, Croația – d. 28 ianuarie 2001, Zagreb, Croația) a fost un romancier și dramaturg croat. 

## Biografie
Născut în Komiža pe insula Vis (atunci parte a Austro-Ungariei), copilăria lui Marinković a fost marcată de primul război mondial. Mai târziu a obținut o diplomă în filosofie la Universitatea din Zagreb. În anii 1930, el a început să-și facă un renume în cercurile literare din Zagreb cu piesele sale de teatru și cu povestirile sale. 
Cariera sa a fost întreruptă brusc în timpul celui de-al doilea război mondial. Când insula sa natală a fost ocupată de Italia fascistă, el a fost arestat în Split și internat în lagărul Ferramonti.  După capitularea Italiei, Marinković s-a dus la Bari și apoi la tabăra de refugiați El Shatt unde a luat legătura cu partizanii lui Tito. După război, a lucrat mult timp în teatru.
Cele mai cunoscute lucrări ale sale sunt Glorija (1955), o piesă de teatru în care a criticat Biserica Romano-Catolică și Kiklop (1965), un roman semi-autobiografic în care a descris atmosfera sumbră în rândul intelectualilor din Zagreb înainte de Invadarea Iugoslaviei de către Puterile Axei. Piesa Kiklop a fost adaptată mai târziu într-un film din 1982 regizat de Antun Vrdoljak. 
În ultimii ani ai vieții sale, Marinkovic a îmbrățișat viziunile politice ale lui Franjo Tuđman, primul președinte al Croației independente. Ranko Marinković a fost membru al Uniunii Democrate Croate (Hrvatska demokratska zajednica). 
A murit în Zagreb la 28 ianuarie 2001, la vârsta de 87 de ani.